# Тор (міфологія)
Тор (давньосканд. Þórr, староангл. Þunor, нім. Donar або Donner) — рудоволосий та рудобородий бог грому та блискавки в германській та скандинавській міфології, син Одіна та (тричінародженої) Богині Землі Йорд. В той час як Одін був богом аристократії, Тор є головним чином богом простих людей та часто бере сторону смертних супроти інших богів. Тор є героєм людського роду, захищаючи його від ворогів, хоча він й програв змагання в силі старій жінці Еллі («похилий вік»). Під час Рагнароку Тор вб'є змія Йормунґанда, та загине сам від його отрути. Палац Тора це Більскірнір у Трудгеймі.
Тор часто згадується в «Едді» Сноррі Стурлусона, де його сутички з велетнями є головними історіями. Сноррі зображає Тора як прямого бога, не обов'язково наймудрішого чи найрозумнішого серед богів, наприклад, таємничий Утґарда-Локі з його магічними закляттями його часто дурить.
«Четвер» англійською мовою названо на честь Тора (Thursday), «грім» також походить від його імені (thunder).

## Родина Тора
Тор є сином Одіна та Йорд (Землі). Його дружиною є Сіф, про яку мало що відомо окрім того, що вона має золоте волосся, виготовлене для неї гномами після того, як Локі відрізав його. Від Ярнсакси Тор має двох синів Маґні та Моді, від Сіф він має дочку Труд. Він також має прийомного сина Улль, сина Сіф.

## Атрибути Тора
Тор подорожує колісницею, запряженою козлами (Таннґріснір та Таннґньйост), зі своїм слугою та посильним Тьяльфі (або Тьєльваром). «Едда» зауважує, що після колісниці залишалась випалена земля, а гори кришилися та тріскались за нею. Коли Тор був голодним, він смажив козлів та з'їдав їх. Щоб продовжити подорож, йому було досить торкнутись решток козлів — й вони миттєво повністю відновлювались й знову були готові везти колісницю далі.
Тор володіє бойовим молотом Мйольніром, який, якщо його кинути в ціль, чарівним чином повертається до власника. Щоб використовувати таку могутню зброю навіть такий бог, як Тор, потребує спеціальних залізних рукавиць та поясу, що подвоює силу власника.
Удар молота спричиняє грім, із ним Тор втішався радощами свого улюбленого хобі: вбивством велетнів.

## Міфи про Тора
Більшість міфів, що дійшли до нашого часу, розповідають про подвиги Тора, тому з них, а також з численних написів на монументах, нам відомо, що Тор був найпопулярнішим божеством давніх скандинавів.
Локі одного дня літав у подобі сокола, коли його спіймав велетень Ґейррьод. Ґейррьод, який ненавидів Тора, вимагав від Локі, аби той привів його ворога Тора (котрий ще не мав молота та рукавиць) до його палацу. Локі погодився привести Тора у пастку. На шляху до палацу вони зупинились у домі велетки Ґрід, яка дочекалася, поки Локі покинув кімнату, та розповіла Тору про пастку. Крім того, вона подарувала Торові Мйольнір, рукавиці та пояс. Тор убив Ґейррьода та усіх крижаних велетнів, які мали нещастя опинитися поблизу (включно із дочками Ґейррьода, Ґьяльп та Ґрейп).
Донька Тора, Труд, була обіцяна гномові Альвісу, в обмін на що Альвіс зробив зброю богам. Тор придумав план, як не допустити цього. Він сказав Альвісові, що через його малий зріст той повинен довести свою мудрість. Альвіс погодився й Тор загадував йому загадки аж поки не зійшло сонце — всі гноми обертаються на камінь під сонячним промінням, тож Альвіс скам'янів і Труд залишилась неодруженою.